# Château de la Guittière
Le château de la Guittière est situé sur la commune de Saint-Pierre-de-Maillé, dans le département de la Vienne. Le monument fait l’objet d’une inscription au titre des monuments historiques depuis le 5 décembre 2007.

## Historique
La Guittière était un fief de haute justice qui dépendait de La Roche-Aguet.
Au XVIe siècle, il a été la propriété de François Bizeau, écuyer, seigneur de La Guittière. Il est transmis ensuite, par alliance, à Pierre de La Tousche d'Avrigny. En 1701, Hubert de La Tousche, écuyer et seigneur de la Guitière épouse Marie Couhé de Lusignan.
Le château est devenu par héritage la propriété de la famille d'Hardivilliers.